# Two Girls and a Sailor
Two Girls and a Sailor (Brasil: Duas Garotas e Um Marujo / Portugal: Um Marinheiro para Duas) é um filme norte-americano de 1943, do gênero comédia musical, dirigido por Richard Thorpe  e estrelado por June Allyson e Gloria DeHaven.
Divertido e quase sem enredo, o filme foi um dos mais rendosos musicais do ano e garantiu o estrelato a June Allyson e Van Johnson. Sem receber créditos, Buster Keaton e Ava Gardner, uma das coristas na sequência do sonho, aparecem rapidamente.
Números musicais interpretados por, entre outros, Xavier Cugat, Lena Horne, Jimmy Durante e Harry James and His Music Makers.
Segundo Ken Wlaschin, este é um dos dez melhores filmes de June Allyson.

## Sinopse

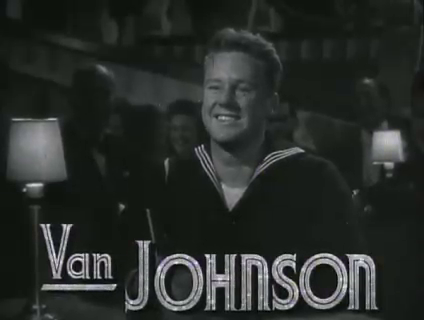
Van Johnson no trailer do filme

As irmãs Patsy e Jean participam do esforço de guerra montando shows em seu apartamento para os combatentes de licença. Elas querem melhorar os espetáculos e recebem a ajuda de John, um soldado raso que convenientemente também é... milionário. Um inocente triângulo amoroso se instala, mas o foco é a música.

## Premiações
| Patrocinador                                  | Prêmio | Categoria               | Situação |
| --------------------------------------------- | ------ | ----------------------- | -------- |
| Academia de Artes e Ciências Cinematográficas | Oscar  | Melhor Roteiro Original | Indicado |

## Elenco
| Ator/Atriz       | Personagem             |
| ---------------- | ---------------------- |
| June Allyson     | Patsy Deyo             |
| Gloria DeHaven   | Jean Deyo              |
| Van Johnson      | John Dyckman Brown III |
| Tom Drake        | Frank Miller           |
| Henry Stephenson | John Dyckman Brown I   |
| Henry O'Neill    | John Dyckman Brown II  |
| Ben Blue         | Ben                    |
| Carlos Ramirez   | Carlos                 |
| Frank Sully      | Adams                  |
| Donald Meek      | Nizby                  |